# Phrurolithus apacheus
Phrurolithus apacheus är en spindelart som beskrevs av Willis J. Gertsch 1941. Phrurolithus apacheus ingår i släktet Phrurolithus och familjen flinkspindlar. Inga underarter finns listade i Catalogue of Life.